# Ministerie van Grondbeleid en Bosbeheer
Het ministerie van Grondbeleid en Bosbeheer is een overheidsorgaan in Suriname. Het werd in 2020 gevormd als een van de ministeries van het kabinet-Santokhi. Het ontstond na de opsplitsing van het ministerie van Ruimtelijke Ordening, Grond- en Bosbeheer in dit ministerie en het ministerie van Ruimtelijke Ordening en Milieu.

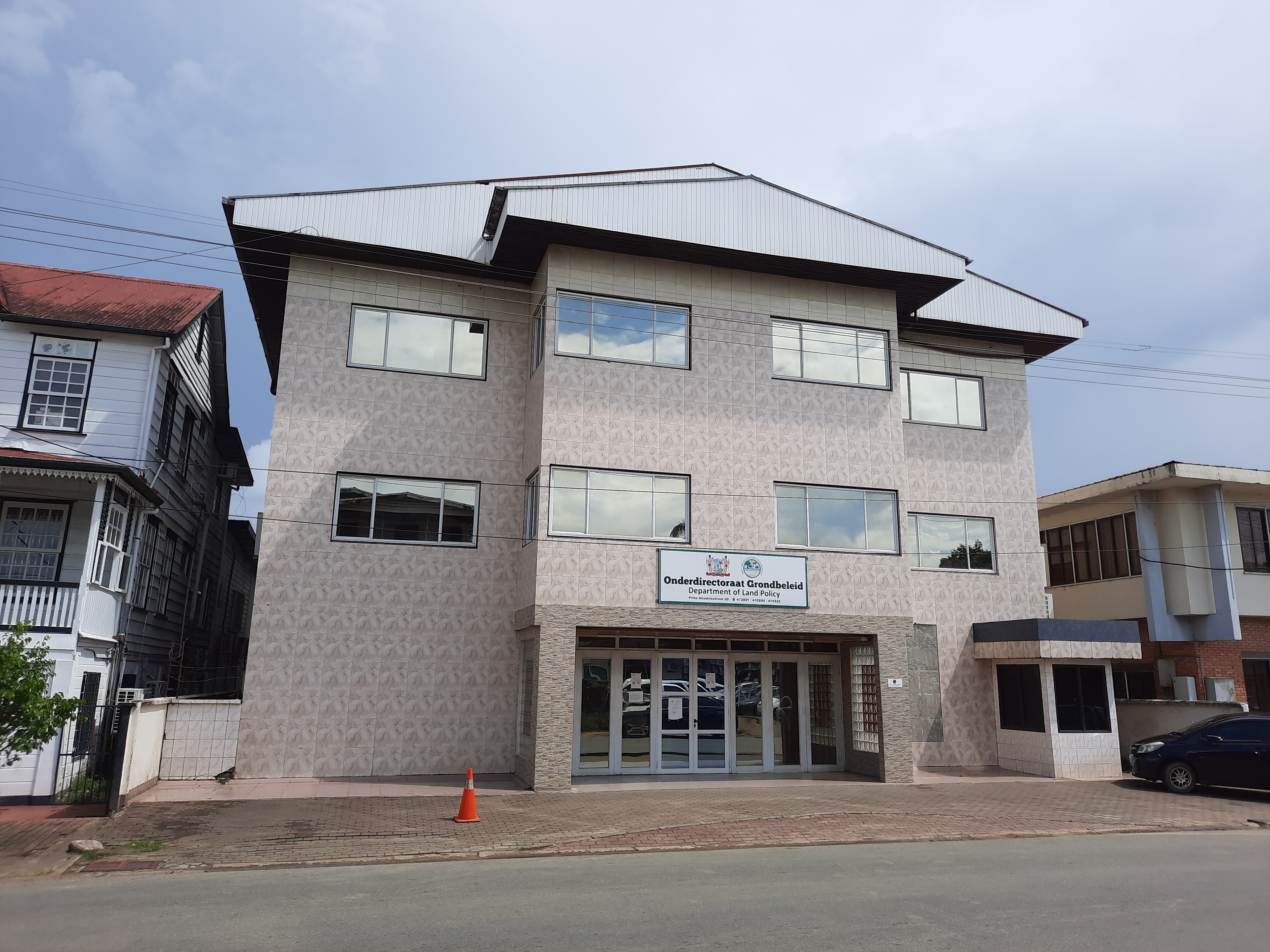
Onderdirectoraat Grondbeleid